# Delta Crateris
Delta Crateris (δ Crt) – gwiazda w gwiazdozbiorze Pucharu. Jest ona oddalona o około 195 lat świetlnych od Słońca.
Gwiazda ta nosi także tradycyjną nazwę Labrum, „czara”.
Delta Crateris to pomarańczowy olbrzym typu widmowego K0, o obserwowanej wielkości gwiazdowej wynoszącej 3,56m.